# Nguyễn Phúc Nhàn Yên
Nguyễn Phúc Nhàn Yên (chữ Hán: 阮福嫻嫣; ? – ?), phong hiệu An Thạnh Công chúa (安盛公主), là một công chúa con vua Thiệu Trị nhà Nguyễn trong lịch sử Việt Nam. Sử sách không ghi lại nhiều thông tin về công chúa.
Lăng mộ của bà ở cuối đường Thanh Hải bên cạnh lăng bà Chiêu Nghi sau lưng đồi Từ Hiếu.

## Tiểu sử
Công chúa Nhàn Yên là con gái thứ hai của vua Thiệu Trị, mẹ là Nhất giai Lệnh phi Nguyễn Thị Nhậm. Bà là người con duy nhất của Lệnh phi. Năm sinh của Nhàn Yên không được chép lại, ước chừng là từ năm 1824 đến 1826, dựa vào năm sinh của hoàng nữ trưởng Tĩnh Hảo (1824 – 1847) và hoàng tam nữ Uyên Ý (1826 – 1829).
Đại Nam liệt truyện có chép, Nhân Tuyên Hoàng thái hậu trước đây có ban cho bà Từ Dụ và bà Lệnh phi mỗi người một chiếc cúc áo được bỏ trong phong giấy kín, dặn không được mở ra, cứ để nguyên mà chọn rồi dâng lên. Thái hậu có khấn rằng, ai chọn được cúc chạm phượng thì có con trước. Từ Dụ khi đó chọn được cúc phượng, còn Lệnh phi thì chọn được cúc hoa. Đúng như lời Thái hậu, bà Từ Dụ hạ sinh người con đầu lòng là Tĩnh Hảo, còn Lệnh phi sau đó mới sinh Nhàn Yên.
Năm Thiệu Trị thứ 6 (1846), tháng giêng, vua cho làm nhà ở ba vườn Vĩnh Ấm, Vĩnh Tú, Vĩnh Lệ để cho các công chúa là Tĩnh Hảo, Nhàn Yên và Huy Nhu ở. Cũng trong tháng đó, vua gả chồng cho cả ba công chúa. Nhàn Yên được gả cho Tạ Quang Ân, là con trai của Trung quân Tạ Quang Cự.
Nhàn Yên sau đó được sách phong làm An Thạnh Công chúa (安盛公主), nhưng không rõ vào thời điểm nào. Không rõ bà mất năm nào, tên thụy cũng như mộ phần được táng tại đâu.

## Trong văn hoá đại chúng
| Năm  | Tác Phẩm        | Diễn Viên   | Nhân Vật              |
| 2020 | 《Phượng khấu》 | Ngọc Lan Vy | Nguyễn Phước Nhàn Yên |